# 슈퍼맨 2
《슈퍼맨 2》(영어: Superman II)는 1980년 영국과 미국의 슈퍼히어로 영화로, DC 코믹스의 슈퍼히어로 슈퍼맨의 실사영화화 작품이자 《슈퍼맨》(1978)의 속편이다. 진 해크먼, 크리스토퍼 리브, 마고 키더 등이 전편과 같은 배역으로 출연하는 반면, 감독은 리처드 도너에서 제작 과정에서의 문제로 리처드 레스터로 교체되었다. 후에 도너 감독의 편집판이 따로 발매되었다.

## 줄거리
영화의 원래 극장 개봉판 내용을 반영한 시놉시스이다.
크립톤 행성의 파괴 이전에,[c] 범죄자 제너럴 조드와 어르사, 논은 팬텀 존으로 추방형을 선고받는다. 수년 후, 팬텀 존은 슈퍼맨이 지구에서 발사한 수소폭탄의 충격파에 의해 지구 근처에서 산산조각 나고, 세 명의 범죄자는 풀려나 태양의 노란 빛으로부터 부여받은 초능력을 갖게 된다. 이들은 달에 착륙하여 그곳을 탐사 중인 우주비행사들을 손쉽게 살해한 뒤 지구로 향하며 행성을 정복할 계획을 세운다.
데일리 플래닛 신문사는 기자 클락 켄트(비밀 신분은 슈퍼맨)와 동료 로이스 레인을 나이아가라 폭포로 파견한다. 로이스는 슈퍼맨이 아이를 구할 때 클락이 자리를 비운 점을 의심하며 둘이 동일인임을 추측한다. 로이스는 일부러 폭포에 몸을 던지지만 클락은 자신을 드러내지 않은 채 그녀를 구한다. 그날 밤, 클락은 넘어져 불이 켜진 벽난로에 손을 넣지만, 손이 다치지 않자 로이스에게 자신이 진짜 슈퍼맨임을 밝힌다. 그는 그녀를 북극의 솔리튜드 요새로 데려가 에너지 결정체 속에 저장된 자신의 과거 흔적을 보여준다. 슈퍼맨은 로이스에 대한 사랑과 함께 평생을 그녀와 함께하고 싶다는 소망을 고백한다. 어머니 라라의 인공지능과 상의한 후, 슈퍼맨은 크립토니안의 붉은 태양빛에 노출되어 초능력을 잃고 인간이 된다. 클락과 로이스는 밤을 함께 보내고, 요새를 떠나 북극을 떠난다.
한편, 조드 일행은 백악관으로 이동하여 미국 대통령을 협박해 항복하게 만든다. 클락과 로이스는 알래스카의 한 식당에 도착하는데, 트럭 운전사 록키가 로이스를 성희롱하고 클락을 심하게 폭행한다. 로이스가 클락의 부상을 치료하는 동안 텔레비전에서 대통령의 연설이 중단되고, 조드가 등장해 지구를 장악했음을 알린다. 대통령은 슈퍼맨의 도움을 요청하고, 조드는 슈퍼맨에게 도전장을 낸다. 클락은 자신이 큰 실수를 했음을 깨닫고, 로이스에게 지구를 구하기 위해 요새로 돌아가 초능력을 회복해야 한다고 말한다. 로이스는 이미 늦었다고 경고하지만, 클락은 요새로 돌아가 초능력을 잃기 전 로이스가 바닥에 남겨둔 녹색 결정을 발견한다. 이는 슈퍼맨이 인간이 되었을 때 파괴된 조종 모듈과 다른 결정체들 사이에서 살아남았다.
렉스 루터는 이브 테슈마허의 도움으로 감옥에서 탈출한다. 루터는 솔리튜드 요새에 침입해 슈퍼맨과 조드 장군의 관계를 알게 된다. 그는 조드를 백악관에서 만나 슈퍼맨이 자신들의 감옥 관리자 조엘의 아들이라는 사실을 전하고, 호주에 대한 지배권을 조건으로 슈퍼맨의 위치를 알려주겠다고 제안한다. 세 크립토니안은 루터와 동맹을 맺고 데일리 플래닛으로 향한다. 초능력을 회복한 슈퍼맨이 도착해 세 명과 싸운다. 조드는 슈퍼맨이 인간들을 아끼는 점을 이용해 인질을 위협한다. 슈퍼맨은 조드 일행을 요새로 유인하기 위해 그들과 함께 날아가고, 로이스와 루터를 납치한다. 슈퍼맨은 루터에게 세 크립토니안을 무력화할 수 있는 결정실로 유인하도록 한다. 그러나 루터는 그 방의 비밀을 악당들에게 누설한다. 조드는 슈퍼맨을 결정실로 밀어넣고 장치를 가동한다. 힘을 잃었다고 생각한 조드는 슈퍼맨에게 무릎을 꿇고 충성을 맹세하라 명령하지만, 슈퍼맨은 조드의 손을 부러뜨리고 협곡에 던진다. 루터는 슈퍼맨이 자신은 보호받는 가운데 적들에게 붉은 태양빛을 쬐게끔 장치를 조작한 사실을 깨닫는다. 논은 협곡 위를 날려다 떨어지고, 로이스는 어르사를 또 다른 협곡에 밀어 넣는다. 슈퍼맨은 문명으로 돌아와 로이스를 집에 데려다주고, 루터는 요새에 고립된다.
다음 날 데일리 플래닛에서 클락은 로이스에게 키스하고, 며칠간 있었던 일에 관한 기억을 지운다. 이후 그는 식당에 돌아가 록키에게 복수하며 그를 굴욕적으로 만든다. 슈퍼맨은 백악관의 손상된 부분을 복구하고, 미국 국기를 다시 게양한 뒤 대통령에게 다시는 임무를 포기하지 않겠다고 다짐한다.

## 출연진
- 진 해크먼 - 렉스 루터
- 크리스토퍼 리브 - 클라크 켄트 / 슈퍼맨
- 네드 비티 - 오티스
- 재키 쿠퍼 - 페리 화이트
- 세라 더글러스 - 어사
- 마고 키더 - 로이스 레인
- 잭 오할로런 - 논
- 밸러리 페린 - 이브 테슈매커
- 수재나 요크 - 라라
- 클리프턴 제임스 - 형사
- E. G. 마셜 - 미합중국 대통령
- 마크 매클루어 - 지미 올슨
- 테런스 스탬프 - 조드 장군
- 르윈 윌로프비
- 로빈 파퍼스
- 로저 캠프
- 로저 브리얼리
- 안소니 밀너
- 리차드 그리피스
- 멜리사 월시
- 엘레인 드헤이
- 마크 보일
- 앨런 스튜어트
- 존 라첸버거
- 쉐인 리머
- 짐 다우덜
- 앵거스 막클네스
- 안토니 쉐
- 엘바 마이 후버
- 하들리 케이
- 존 홀리스
- 고든 롤링스
- 피터 휘트먼
- 빌 베일리
- 디니 포웰
- 할 갤러리
- 마커스 다미코
- 리처드 르파멘티어
- 돈 펠로우즈
- 마이클 섀넌
- 토니 시버드
- 토미 듀건
- 파멜라 맨델
- 펩퍼 마틴
- 유진 라핀스키
- 잭 쿠퍼
- 장 피에르 카셀
- 리차드 도너
- 데릭 라이온스
- 베스 포터
- 조 월쉬

## KBS 성우진

### 1986년 4월 27일
- 유강진 - 슈퍼맨(크리스토퍼 리브)
- 주희 - 로이스(마곳 키더)
- 김민규 - 렉스(진 해크먼)
- 장유진 - 우사(세라 더글러스)
- 이강식
- 김종성
- 백진
- 김정희
- 설영범
- 한수경
- 장정진

### 1997년 9월 15일
- 이정구 - 슈퍼맨(크리스토퍼 리브)
- 안경진 - 로이스 레인(마곳 키더)
- 이완호 - 렉스 루터(진 해크먼)
- 노민 - 오티스(네드 비티)
- 함수정 - 우사(세라 더글러스)
- 장정진 - 조드(테런스 스탬프)
- 안종국 - 미국 대통령(E. G. 마셜)
- 김준
- 장승길 - 페리 화이트(재키 쿠퍼)
- 유동현
- 차명화
- 김승준 - 지미 올슨(마크 매클루어)
- 김수중
- 손선근